# Thomas Ratka
Thomas Ratka (* 2. Juli 1973 in Wien) ist ein österreichischer Rechtswissenschaftler. Ratka ist Leiter des Departments für Rechtswissenschaften und Internationale Beziehungen an der Universität für Weiterbildung Krems.

## Werdegang
Seine Gymnasialzeit verbrachte Ratka in Baden bei Wien und Linz. Nach der Matura in Linz (1992) absolvierte er die Diplomstudien der Rechtswissenschaften und der Geschichte an der Universität Wien. Es folgten Doktoratsstudien in beiden Fächern (Dr. iur., Dr. phil.) und zwei Postgraduate-Studien (LL. M.) in Internationalem Steuerrecht (WU Wien) und Europarecht (Universität für Weiterbildung Krems). Studien- und Forschungsaufenthalte führten ihn nach Cambridge, London, Florenz und Hamburg.
Ratka war zunächst von 1999 bis 2001 Wissenschaftlicher Mitarbeiter am Department für Europäische Integration der Universität für Weiterbildung Krems. Von 2002 bis 2010 war er Universitätsassistent am Institut für Unternehmens- und Wirtschaftsrecht der Rechtswissenschaftlichen Fakultät der Universität Wien, 2010 erfolgte dort im Rahmen eines „Tenure Track“-Verfahrens die Ernennung zum Assistenzprofessor und 2013 die Berufung zum „Assoziierten Professor“ im Fach Unternehmens- und Wirtschaftsrecht. 2012/2013 war er interimistischer Studiengangsleiter des LL.M.-Programmes „International Construction Law“ am Postgraduatecenter der Universität Wien, von 2005 bis 2014 zusätzlich Fachbereichsleiter Wirtschaftsrecht am Institut für Unternehmensführung der Fachhochschule Wien der WKW. Im März 2014 folgte er einem Ruf auf einen Lehrstuhl für Europa- und Medizinrecht an die Universität für Weiterbildung Krems, wo er zum Leiter des Departments für Rechtswissenschaften und Internationale Beziehungen bestellt wurde und zunächst Vizedekan der Fakultät für Wirtschaft und Globalisierung (2014–2015) war. Im August 2017 wurde er für eine Funktionsperiode von vier Jahren vom Universitätsrat zum Vizerektor für Lehre / Wissenschaftliche Weiterbildung bestellt.
Er lebt in Senftenberg/Niederösterreich.

## Arbeitsgebiete
Seinen Forschungsschwerpunkt hat Ratka im Unternehmens- und Gesellschaftsrecht, insbesondere in seinen europäischen und internationalen Bezügen. Er ist Mitherausgeber der Wiener Kommentare zum Unternehmensgesetzbuch (UGB), Gesetz über Gesellschaften mit beschränkter Haftung (GmbHG) und Bankwesengesetz (BWG) des Verlages Manz und verschiedener juristischer Handbücher (etwa zu Personengesellschaften und zur Geschäftsführerhaftung). Gemeinsam mit Roman Rauter und Clemens Völkl hat er die beiden Bände zu Unternehmens- und Gesellschaftsrecht der Lehrbuchedition „Lernen. Üben. Wissen.“ verfasst.